# Ледыхов
Ледыхов (укр. Лідихів) — село в Почаевской городской общине Кременецкого района Тернопольской области Украины.
Код КОАТУУ — 6123484101. Население по переписи 2001 года составляло 2372 человека.
Является административным центром Ледыховского сельского совета, в который
не входят другие населённые пункты.

## Географическое положение
Село Ледыхов находится на берегу реки Слоновка,
ниже по течению на расстоянии в 2,5 км расположено село Подзамче.
Рядом проходит автомобильная дорога Р-26.

## История
- 1545 год — дата основания.

## Объекты социальной сферы
- Школа.
- Дом культуры.
- Фельдшерско-акушерский пункт.

## Достопримечательности
- Братская могила советских воинов.